# 24 octobre en sport
24 septembre 24 novembre
Chronologies thématiques
- Croisades
- Ferroviaires
- Disney

Le 24 octobre (297e jour de l'année ou 298e en cas d'année bissextile) en sport.

## Événements

### XIXesiècle
- 1857 :
  - (Football) : fondation en Angleterre du Sheffield Club, premier club non scolaire de football. Ce doyen est toujours actif aujourd’hui dans les divisions mineures du foot anglais[1].
- 1884 :
  - (Baseball) : première édition aux États-Unis du World's Championship Series de baseball entre les champions de l'American Association et de la Ligue nationale. Providence Grays remportent la série en trois matches (3-0) face aux New York Metropolitans.
- 1885 :
  - (Baseball) : à la fin de la 2e édition aux États-Unis des World's Championship Series de baseball entre les champions de l'American Association et de la Ligue nationale et après une série de sept matches, Chicago White Stockings est battu par St. Louis Browns (3-3-1).
- 1889 :
  - (Softball) : adoption et publication des règles du softball par la Ligue de baseball en salle de mi-hiver[2].
- 1898 :
  - (Compétition automobile) : Saint-Pétersbourg--Strelna-Saint-Pétersbourg remporté par Petr Belyaev.
  - (Boxe) : Tommy Ryan laisse sa ceinture de champion du monde des poids welters vacante et devient champion du monde des poids moyens aux dépens de Jack Bonner.

### XXesièclede1901à1950
- 1920 :
  - (Compétition automobile) : Targa Florio.

### XXesièclede1951à2000
- 1954 :
  - (Formule 1) : Grand Prix automobile d'Espagne.
- 1965 :
  - (Formule 1) : Grand Prix automobile du Mexique.
- 1970 :
  - (Athlétisme) : Chrístos Papanikoláou porte le record du monde du saut à la perche à 5,49 mètres.
- 1971 :
  - (Hockey sur gazon) : le Pakistan remporte la première édition de la Coupe du monde à la suite de sa victoire 1 but à 0 face à l'Espagne, pays hôte. L'Inde décroche quant à elle la troisième place.
- 1972 :
  - (Formule 1) : Grand Prix automobile du Canada.
- 1976 :
  - (Formule 1) : Grand Prix automobile du Japon.
- 1978 :
  - (Rallye automobile) : arrivée du Rallye de Côte d'Ivoire.
- 1993 :
  - (Formule 1) : Grand Prix automobile du Japon.

### XXIesiècle
- 2004 :
  - (Formule 1) : Grand Prix automobile du Brésil.
- 2008 :
  - (Football) : pour la première fois officie un arbitre féminin lors d'un match professionnel. Cela s'est produit en France, à Angers lors de la rencontre opposant le SCO Angers au Tours FC en championnat de Ligue 2. Sabine Bonnin remplaça Olivier Lamarre, blessé, à la mi-temps.
- 2010 :
  - (Formule 1) : Fernando Alonso (Ferrari) remporte le Grand Prix de Corée du Sud en devançant Lewis Hamilton (McLaren) et Felipe Massa (Ferrari).
  - (Gymnastique) : à Rotterdam, Thomas Bouhail devient le premier français champion du monde de gymnastique de l'ère moderne avec une médaille d'or au saut de cheval.
- 2021 :
  - (Compétition motocycliste /Championnats du monde) : le Français Fabio Quartararo devient champion du monde de vitesse moto GP après la chute de l'Italien Francesco Bagnaia au Grand Prix moto d'Émilie-Romagne[3].
- 2023 :
  - (Karaté /Mondiaux) : début de la 26e édition des championnats du monde de karaté qui ont lieu à Budapest en Hongrie jusqu'au 29 octobre 2023[4].

## Naissances

### XIXesiècle
- 1840 :
  - Eliza Pollock, archère américaine. Championne olympique par équipes puis médaillée de bronze du double colombia round (50y - 40y - 30y) et du double national round (60y - 50y)  aux Jeux de Saint-Louis 1904. († 25 mai 1919).
- 1852 :
  - Charles Ashpitel Denton, footballeur anglais. († 28 septembre 1932).
- 1863 :
  - Auguste Doriot, pilote de courses automobile français devenu constructeur automobile. († 1er janvier 1955).
- 1871 :
  - Louis Sockalexis, joueur de baseball américain. († 24 décembre 1913).
- 1872 :
  - Peter O'Connor, athlète de sauts irlandais. († 9 novembre 1957).
- 1887 :
  - Octave Lapize, cycliste sur route et sur piste français. Médaillé de bronze des 100 km sur piste aux Jeux de Londres 1908. Vainqueur du Tour de France 1910, de Paris-Roubaix 1909, 1910 et 1911. († 14 juillet 1917).
- 1888 :
  - Anders Haugen, sauteur à ski, fondeur et skieur de nordique américain. Médaillé de bronze du saut à ski aux Jeux de Chamonix 1924. († 17 avril 1984).

### XXesièclede1901à1950
- 1909 :
  - Bill Carr, athlète de sprint américain. Champion olympique du 400 m et du relais 4 × 400 m aux Jeux de Los Angeles 1932. († 14 janvier 1966).
- 1914 :
  - Phil Watson, hockeyeur sur glace puis entraîneur canadien. († 1er février 1991).
- 1921 :
  - Ted Ditchburn, footballeur anglais. (6 sélections en équipe nationale). († 26 décembre 2005).
- 1926 :
  - Y.A. Tittle, joueur de foot U.S. américain. († 8 octobre 2017).
- 1929 :
  - Norman Kwong, joueur de la Ligue canadienne de football puis homme politique canadien. († 3 septembre 2016).
- 1932 :
  - János Parti, céiste hongrois. Médaillé d'argent du 1 000 mètres canoë monoplace aux Jeux d'Helsinki 1952 et aux Jeux de Melbourne 1956 puis champion olympique aux Jeux de Rome 1960. Champion du monde de course en ligne de canoë-kayak de 1954. († 6 mars 1999).
  - Guy Pauthe, joueur de rugby à XV français. (1 sélection en équipe de France de rugby à XV). († 17 mai 2023).
- 1938 :
  - Fernand Goyvaerts, footballeur belge. Vainqueur de la Coupe des clubs champions 1966. (8 sélections en équipe nationale). († 5 avril 2004).
  - Francesco Zani, joueur de rugby à XV italien. (11 sélections en équipe nationale).
- 1940 :
  - Jean-Pierre Genet, cycliste sur route français. († 12 mars 2005).
  - Rafał Piszcz, kayakiste polonais. Médaillé de bronze du 1 000 m biplace aux Jeux de Munich 19072. († 12 septembre 2012).
- 1942 :
  - Zygfryd Szoltysik, footballeur polonais. Champion olympique lors des Jeux de Munich 1972. (46 sélections en équipe nationale).
- 1943 :
  - Phil Hawthorne, joueur de rugby à XV et à XIII australien. (21 sélections avec l'équipe de rugby à XV et 3 avec celle rugby à XIII). († 18 août 2016).
- 1944 :
  - Viktor Prokopenko, footballeur devenu entraîneur et ensuite homme politique soviétique puis ukrainien. Sélectionneur de l'équipe d'Ukraine en 1992. († 18 septembre 1994).
- 1946 :
  - Thorkild Thyrring, pilote de courses automobile danois.
- 1948 :
  - Phil Bennett, joueur de rugby à XV gallois. Vainqueur des Grand Chelem 1976 et 1978. (29 sélections en équipe nationale). († 12 juin 2022)

### XXesièclede1951à2000
- 1953 :
  - Christoph Daum, footballeur puis entraîneur allemand. Sélectionneur de l'équipe de Roumanie de 2016 à 2017. († 24 août 2024).
- 1956 :
  - David Stergakos, basketteur américain puis grec. (22 sélections avec l'équipe de Grèce).
- 1957 :
  - Ron Gardenhire, manager de baseball américain.
- 1959 :
  - Denis Troch, footballeur puis entraîneur français.
- 1960 :
  - Joachim Winkelhock, pilote de courses automobile d'endurance allemand. Vainqueur des 24 Heures du Mans 1999.
- 1962 :
  - Yves Bertucci, footballeur puis entraîneur français.
  - Dave Blaney, pilote de courses de NASCAR américain.
  - Jonathan Davies, joueur de rugby à XIII et à XV gallois. (9 sélections avec l'équipe nationale de rugby à XIII et 32 avec celle de rugby à XV).
  - Gibby Mbasela, footballeur zambien. (51 sélections en équipe nationale). († 1er mai 2000).
  - Mark Miller, pilote de courses de NASCAR et de rallye-raid moto américain.
  - Jay Novacek, joueur de foot U.S. américain.
- 1968 :
  - Giovanni Bia, footballeur puis agent de joueurs italien.
  - Francisco Clavet, joueur de tennis espagnol.
- 1970 :
  - Kiminobu Kimura, skieur alpin japonais.
  - Stephen Kipkorir, athlète de demi-fond kényan. Médaillé de bronze du 1 500m aux Jeux de Barcelone 1992. († 8 février 2008).
- 1971 :
  - Marco Zwyssig, footballeur suisse. (20 sélections en équipe nationale).
- 1972 :
  - Frédéric Déhu, footballeur français. (5 sélections en équipe de France)
  - Ruxandra Dragomir, joueuse de tennis roumaine.
- 1973 :
  - Vincent Candela, footballeur français. Champion du monde du monde de football 1998. Champion d'Europe de football 2000. (40 sélections en équipe de France).
  - Levi Leipheimer, cycliste sur route américain. Médaillé de bronze de course contre-la-montre aux Jeux de Pékin 2008.
- 1974 :
  - David Evans, joueur de squash gallois. Vainqueur du British Open 2000.
  - Wilton Guerrero, joueur de baseball dominicain.
- 1975 :
  - Rolf Landerl, footballeur autrichien. (1 sélection en équipe nationale).
- 1976 :
  - Petar Stoychev, nageur en eau libre bulgare. Champion du monde de natation du 25 km 2011.
- 1977 :
  - Rafael Furcal, joueur de baseball dominicain.
  - Marie-Hélène Prémont, cycliste de VTT canadienne. Médaillée d’argent du cross-country aux Jeux d'Athènes 2004.
- 1978 :
  - Kelvin Gibbs, basketteur américain.
- 1980 :
  - Adam Wiśniewski, handballeur polonais. (157 sélections en équipe nationale).
- 1983 :
  - Sacha Massot, basketteur belge.
  - Brian Vickers, pilote de courses de NASCAR américain.
- 1984 :
  - Agnès Chiquet, haltérophile française.
  - Jonas Gustavsson, hockeyeur sur glace suédois. Médaillé d'argent aux jeux de Sotchi 2014.
- 1985 :
  - Lionel Beauxis, joueur de rugby à XV français. Vainqueur du Tournoi des Six Nations 2007. (24 sélections en équipe de France).
  - Wayne Rooney, footballeur anglais. Vainqueur de la Ligue des champions 2008 et de la Ligue Europa 2017. (120 sélections en équipe nationale).
- 1986 :
  - Guillaume Chaine, judoka français. Champion olympique par équipe aux Jeux de Tokyo 2020. Médaillé d'argent par équipes mixtes aux Mondiaux de judo 2018 et 2019.
  - John Ruddy, footballeur anglais. (1 sélection en équipe nationale).
- 1987 :
  - Vladlena Bobrovnikova, handballeuse russe. Championne olympique aux Jeux de Rio 2016. Victorieuse de la Coupe de l'EHF féminine 2017. (68 sélections en équipe nationale).
  - Chris Hogan, joueur de foot U.S. américain.
  - Anaël Lardy, basketteuse française. Championne d'Europe de basket-ball 2009 puis médaillée d'argent aux Euros de basket-ball féminin 2013 et 2015. (86 sélections en équipe de France).
  - Anthony Vanden Borre, footballeur belge. (29 sélections en équipe nationale).
- 1988 :
  - Chris Goulding, basketteur anglo-australien.
- 1989 :
  - Eric Hosmer, joueur de baseball américain.
- 1990 :
  - Caroline Buchanan, cycliste de BMX et de VTT australienne. Championne du monde de VTT et de trial de Four cross 2009, 2010, 2013, 2016 et 2017. Championne du monde de BMX du contre la montre élite 2012 et 2016 puis championne du monde de BMX de la course élite 2013.
  - Ilkay Gündogan, footballeur allemand. Vainqueur de la Ligue des champions 2023. (71 sélections en équipe nationale).
  - Matteo Piano, volleyeur italien. Médaillé d'argent aux Jeux de Rio 2016. (110 sélections en équipe nationale).
  - Peyton Siva, basketteur américain.
  - Nikola Vučević, basketteur monténégrin. (22 sélections en équipe nationale).
- 1991 :
  - Bojan Dubljević, basketteur monténégrin. (27 sélections en équipe nationale).
  - Stanley Joseph, athlète de sauts à la perche français.
- 1993 :
  - R. J. Hunter, basketteur américain.
- 1994 :
  - Martin Fritz, skieur de combiné nordique autrichien.
  - Maruša Mišmaš-Zrimšek, athlète de demi-fond et de steeple slovène.
  - Naomichi Ueda, footballeur japonais. (13 sélections en équipe nationale).
- 1996 :
  - Jaylen Brown, basketteur américain.
  - Océane Dodin, joueuse de tennis française.
  - Isaiah Ross, basketteur américain.
- 1997 :
  - Edson Álvarez, footballeur mexicain. Vainqueur de la Gold Cup 2019. (69 sélections en équipe nationale).
  - Mie Højlund, handballeuse danoise. (82 sélections en équipe nationale).
- 2000 :
  - Lucas Boniface, cycliste sur route français.
  - August Mikkelsen, footballeur norvégien.
  - Amélie Rotar, volleyeuse française. (52 sélections en équipe de France).

## Décès

### XXesièclede1901à1950
- 1918 :
  - Daniel Burley Woolfall, 66 ans, juriste international britannique puis dirigeant de football. Président de la FAF de 1901 à 1918 et de la FIFA de 1906 à 1918. (° 15 juin 1852).
- 1934 :
  - Julien Borel, 60 ans, athlète de demi-fond et de steeple français. (° 14 janvier 1874).
- 1940 :
  - Harry Stafford, 70 ans, footballeur anglais. (° 29 novembre 1869).
- 1941 :
  - Louise Martin, 76 ans, joueuse de tennis britannique. (° 3 septembre 1865).
- 1944 :
  - Louis Renault, 67 ans, pilote de courses automobile et industriel français. (° 12 février 1877).

### XXesièclede1951à2000
- 1952 :
  - Judy Guinness, 42 ans, fleurettiste britannique. médaillée d'argent en individuelle aux Jeux de Los Angeles 1932. (° 14 août 1910).
- 1960 :
  - Kaarlo Soinio, 72 ans, gymnaste et footballeur finlandais. Médaillé de bronze du concours par équipes aux Jeux de Londres 1908. (3 sélections en équipe nationale). (° 28 janvier 1888).
- 1966 :
  - Sam Hardy, 83 ans, footballeur anglais. (21 sélections en équipe nationale). (° 26 août 1883).
- 1971 :
  - Jo Siffert, 37 ans, pilote de F1 et d'endurance suisse. (2 victoires en Grand Prix). (° 7 juillet 1936).
- 1972 :
  - Jackie Robinson, 53 ans, joueur de baseball américain. (° 31 janvier 1919).
- 1975 :
  - Réal Lemieux, 30 ans, hockeyeur sur glace canadien. (° 3 janvier 1945).
- 1993 :
  - Heinz Kubsch, 63 ans, footballeur allemand. Champion du monde de football 1954. (3 sélections en équipe nationale). (° 20 juillet 1930).
- 1996 :
  - Françoise Gignoux, 73 ans, skieuse alpine puis pilote automobile française. (° 22 février 1923).

### XXIesiècle
- 2003 :
  - Veikko Hakulinen, 78 ans, skieur de fond et biathlète finlandais. Champion olympique du 50 km aux Jeux d'Oslo 1952, champion olympique du 30 km et médaillé d'argent du 50 km puis du relais 4 × 10 km aux Jeux de Cortina d'Ampezzo 1956 puis champion olympique du relais 4 × 10 km, médaillé d'argent du 50 km et médaillé de bronze du 15 km aux Jeux de Squaw Valley 1960. Champion du monde de ski nordique du 15 km et du relais 4 × 10 km en ski de fond 1954 et champion du monde de ski nordique du 15 km en ski de fond 1958. (° 4 janvier 1925).
- 2009 :
  - Bill Chadwick, 94 ans, arbitre de hockey sur glace américain. (° 10 octobre 1915).
- 2012 :
  - Margaret Osborne duPont, 94 ans, joueuse de tennis américaine. Victorieuse des tournois de Roland Garros 1946 et 1949, du Tournoi de Wimbledon 1947 et des US Open 1948, 1949 et 1950. (° 4 mars 1918).
- 2013 :
  - Henry Taylor, 80 ans, pilote de courses automobile britannique. (° 16 décembre 1932).
- 2014 :
  - Mbulaeni Mulaudzi, 34 ans, athlète de demi-fond sud-africain. Médaillé d'argent du 800 m aux Jeux d'Athènes 2004. Champion du monde d'athlétisme du 800 m 2009. (° 8 septembre 1980).
- 2016 :
  - Reinhard Häfner, 64 ans, footballeur est-allemand puis allemand. (58 sélections avec l'équipe d'Allemagne de l'Est). (° 2 février 1952).
- 2017 :
  - Jacques Marchand, 96 ans, journaliste sportif français. Créateur et organisateur du Tour de l'Avenir. (° 25 février 1921).
- 2018 :
  - John Ziegler, 84 ans, dirigeant de hockey sur glace américain. Président de la Ligue nationale de hockey nord-américaine de 1977 à 1992. (° 9 février 1934).